# Birnen
Die Birnen (Pyrus) bilden eine Pflanzengattung, die zu den Kernobstgewächsen (Pyrinae) in der Familie der Rosengewächse (Rosaceae) gehört.

## Etymologie
Das sehr alte Lehnwort „Birne“ (althochdeutsch bira, mittelhochdeutsch bir, auch bire, plattdeutsch Beer) leitet sich vom lateinischen pirum ab, das wohl gleich der verwandten griechischen Bezeichnung ἄπιον ápion einer vorindoeuropäischen Mittelmeersprache entlehnt worden ist. Die wissenschaftliche Schreibung Pyrus (früher auch Pirus) geht auf eine das Wort mit dem griechischen πύρ pýr „Feuer“ in Verbindung bringende Volksetymologie zurück.

## Beschreibung

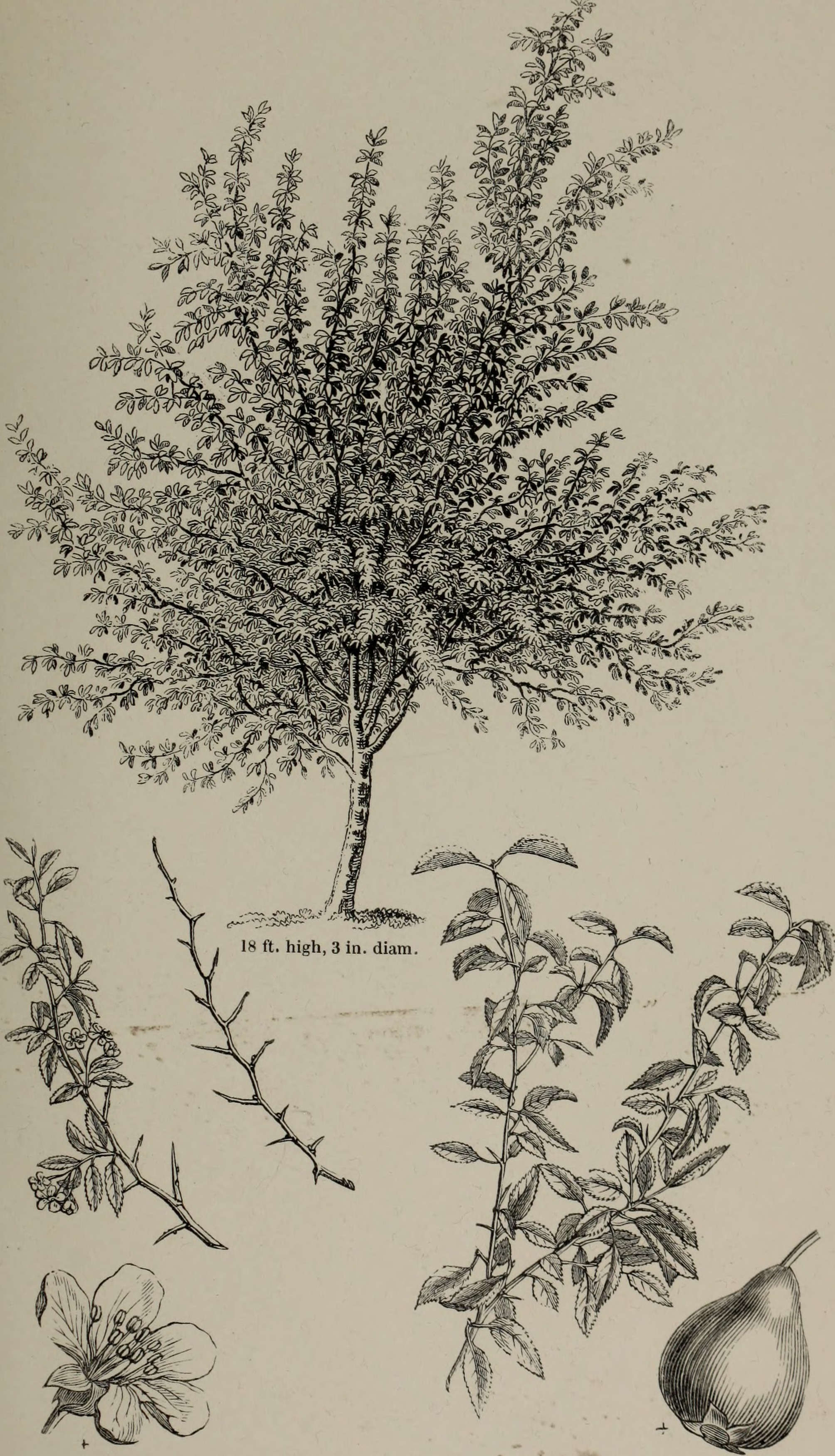
Illustration aus Arboretum et fruticetum britannicum, or - The trees and shrubs of Britain, native and foreign, hardy and half-hardy, pictorially and botanically delineated, and scientifically and popularly described von Pyrus pashia

### Vegetative Merkmale
Birnen-Arten und -Sorten sind meist sommergrüne, selten halbimmergrüne, mit Wuchshöhen von 15 bis 20 Metern mittelgroße hohe Bäume oder selten mit Wuchshöhen von 3 bis 5 Metern Sträucher. Manche Arten bilden Dornen. Die Schuppen der Winterknospen sind dachziegelartig angeordnet.
Die wechselständig an den Zweigen angeordneten Laubblätter sind in Blattstiel und Blattspreite gegliedert. Die einfache, ungeteilte, ledrige Blattspreite ist bei einer Länge von meist 5 bis 9 (2 bis 12) Zentimetern rundlich, eiförmig bis lanzettlich oder elliptisch mit spitzem bis zugespitztem oder bespitztem oberen Ende. Der Blattrand ist (fein)gezähnt, gekerbt oder ganzrandig, selten auch gelappt. In den Knospen sind die Laubblätter gleichmäßig nach beiden Seiten eingerollt (involut). Im Herbst verfärben sich die Laubblätter meist rot bis scharlachrot. Die Nebenblätter sind frei.

### Generative Merkmale
Die Blüten erscheinen vor den Laubblättern oder zusammen mit ihnen, in doldentraubigen bis traubigen Blütenständen. Es ist ein Blütenstiel vorhanden.
Die zwittrigen Blüten sind radiärsymmetrisch und fünfzählig mit doppelter Blütenhülle (Perianth). Die Blütenbecher (Hypanthium) sind becherförmig. Die fünf Kelchblätter sind in der Regel zurückgebogen oder ausgebreitet, dreieckig, kurz und bleibend oder hinfällig. Die fünf weißen oder seltener rötlich gefärbten Kronblätter sind rundlich bis breit länglich und genagelt. Es sind selten ab 10, meist 15 bis 30 Staubblätter vorhanden. Die Staubbeutel sind meistens dunkelrot bis purpurfarben. Die meist fünf, selten auch zwei, drei oder vier unterständigen Fruchtblätter sind innen am Grunde miteinander verbunden und am Rücken beinahe komplett mit dem Blütenbecher verwachsen. Je Fruchtblatt sind zwei paarweise angeordnete Samenanlagen vorhanden. Die zwei bis fünf Griffel sind frei.
Die glattschaligen Scheinfrüchte sind bei einer Länge von 2,5 bis 6 Zentimetern meist birnenförmig, eiförmig, selten (bei den Bergamotten) auch rundlich. Bei Kulturformen können sie auch viel größer sein, bei asiatischen kleiner. Die Fruchtfächer haben pergament- bis knorpelartige Wände. Im Fruchtfleisch sind zahlreiche grießartige Gruppen von „Steinzellen“ vorhanden, diese können aber auch fehlen. Die etwa zwei bis zehn Samen pro Frucht sind schwarz oder fast schwarz.
Die Chromosomenzahl beträgt 2n = 34.

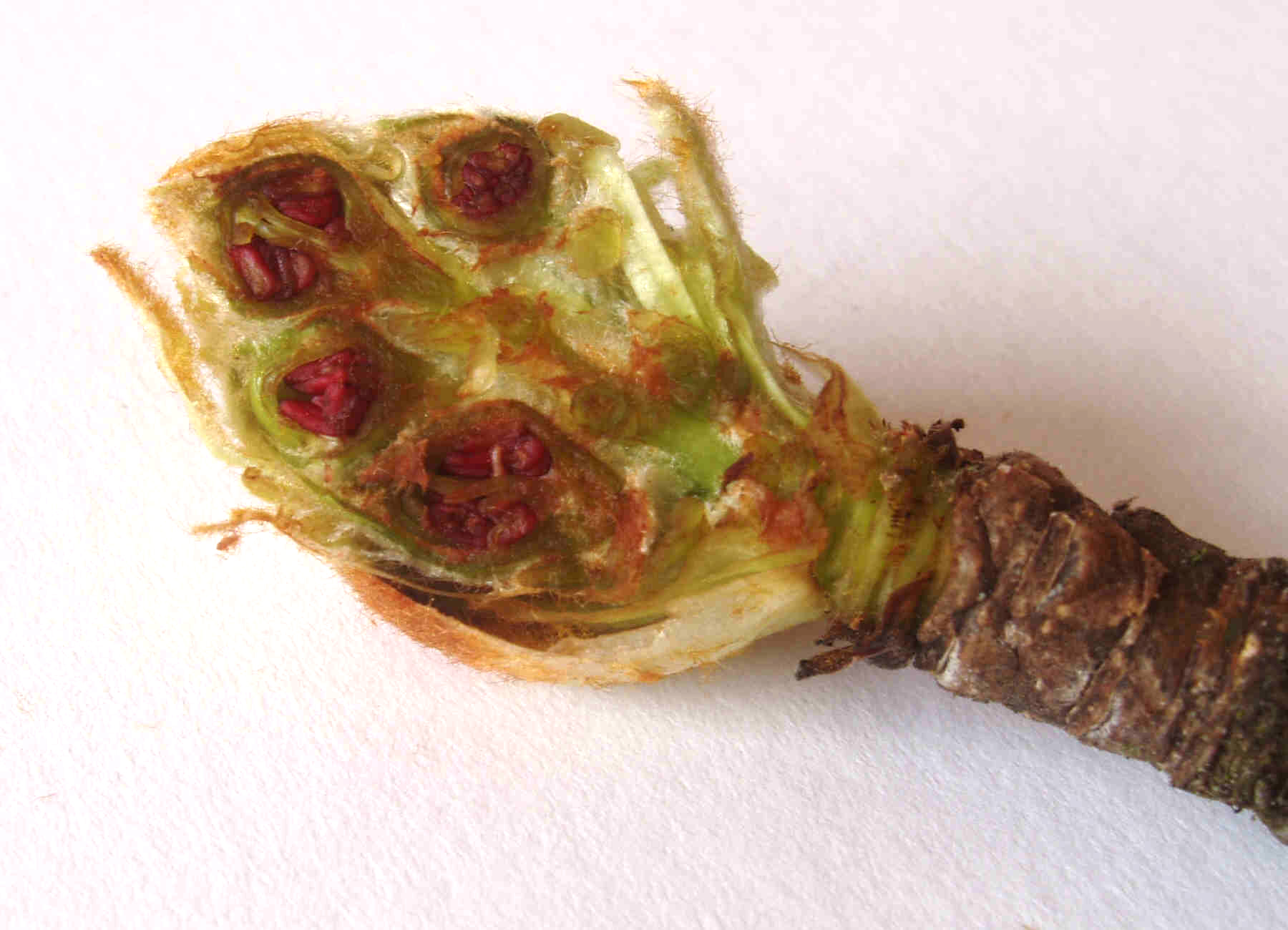
Schnitt durch eine Knospe

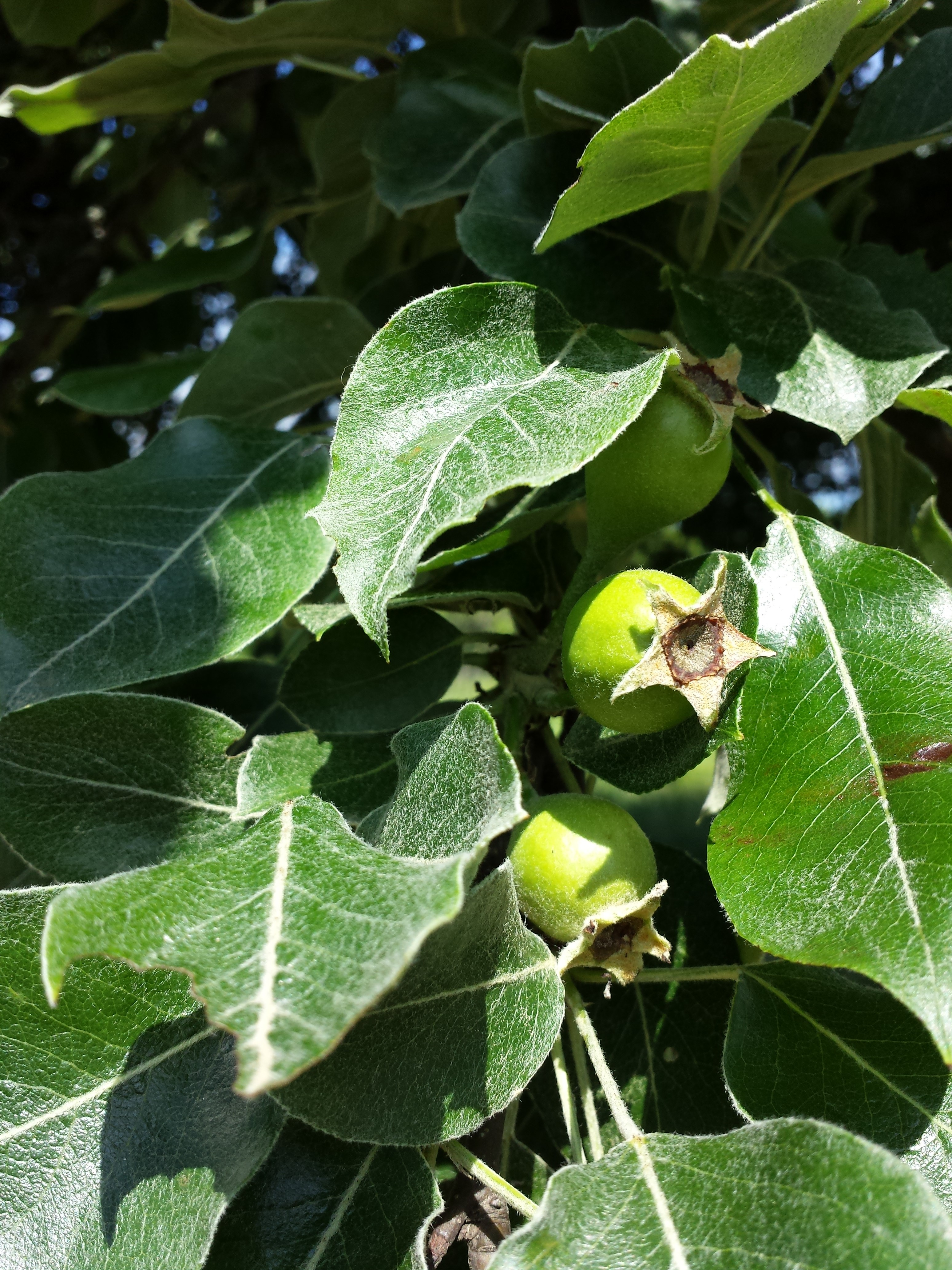
Österreichische Birne (Pyrus austriaca)

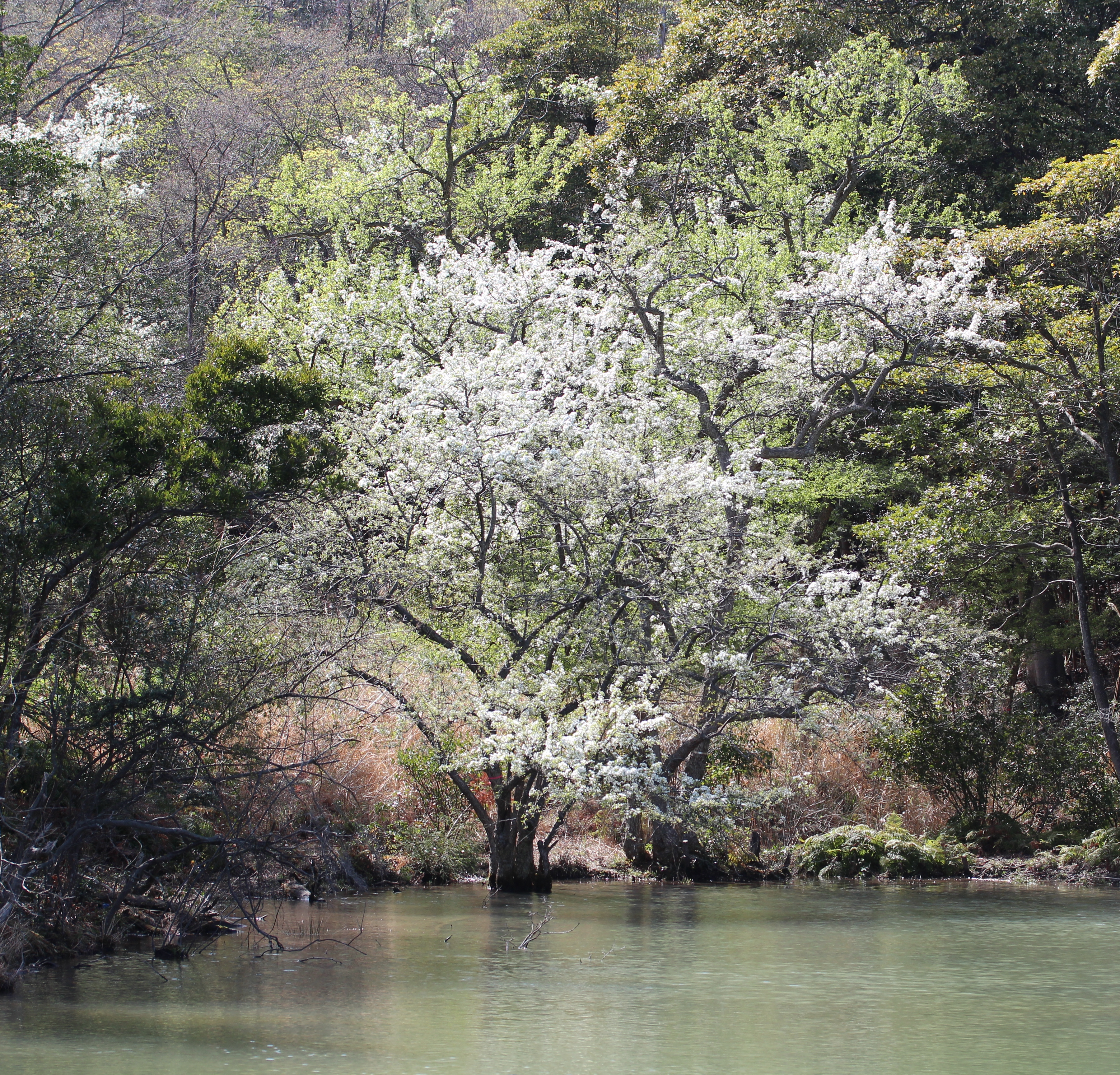
Pyrus calleryana

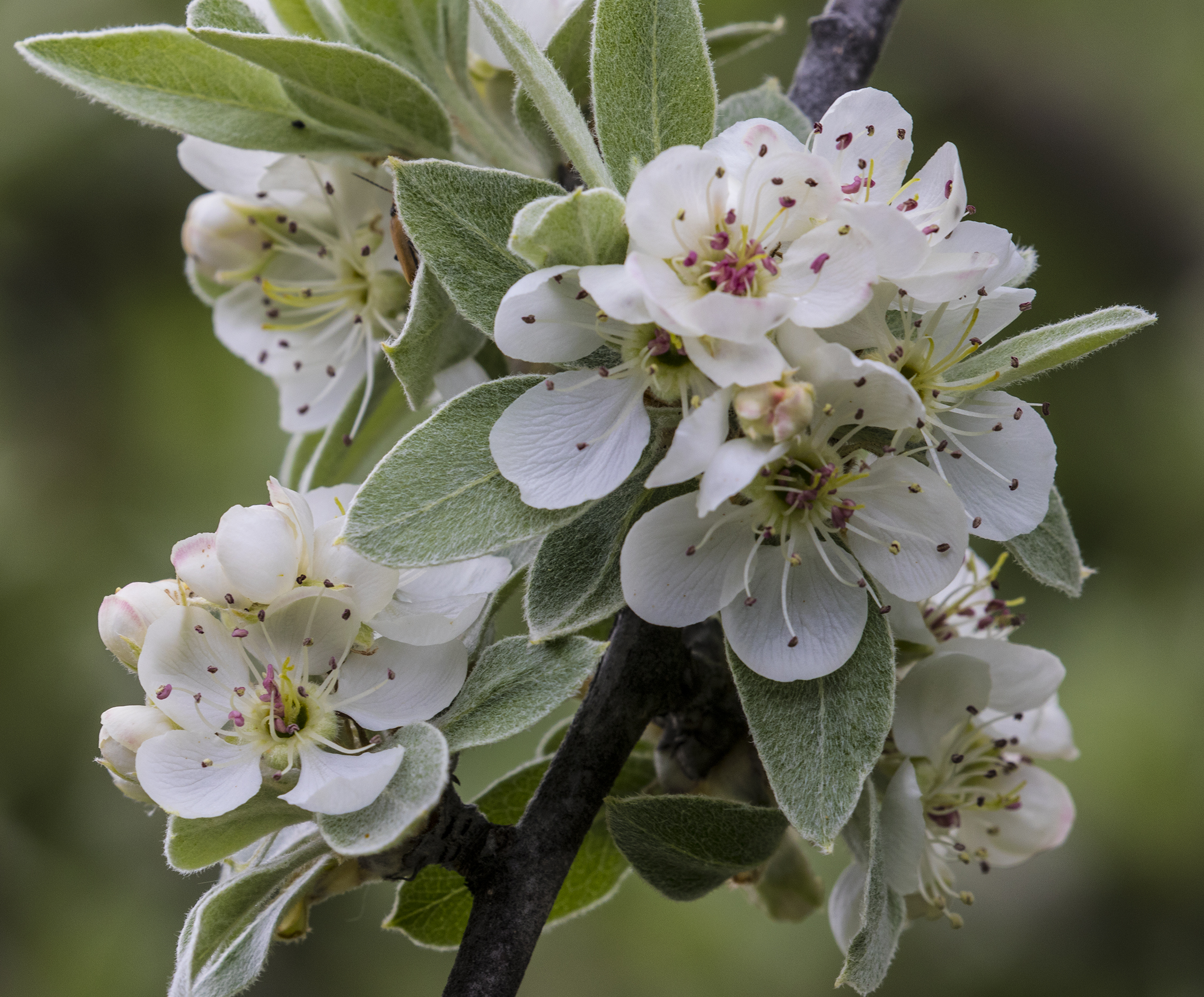
Pyrus elaeagrifolia

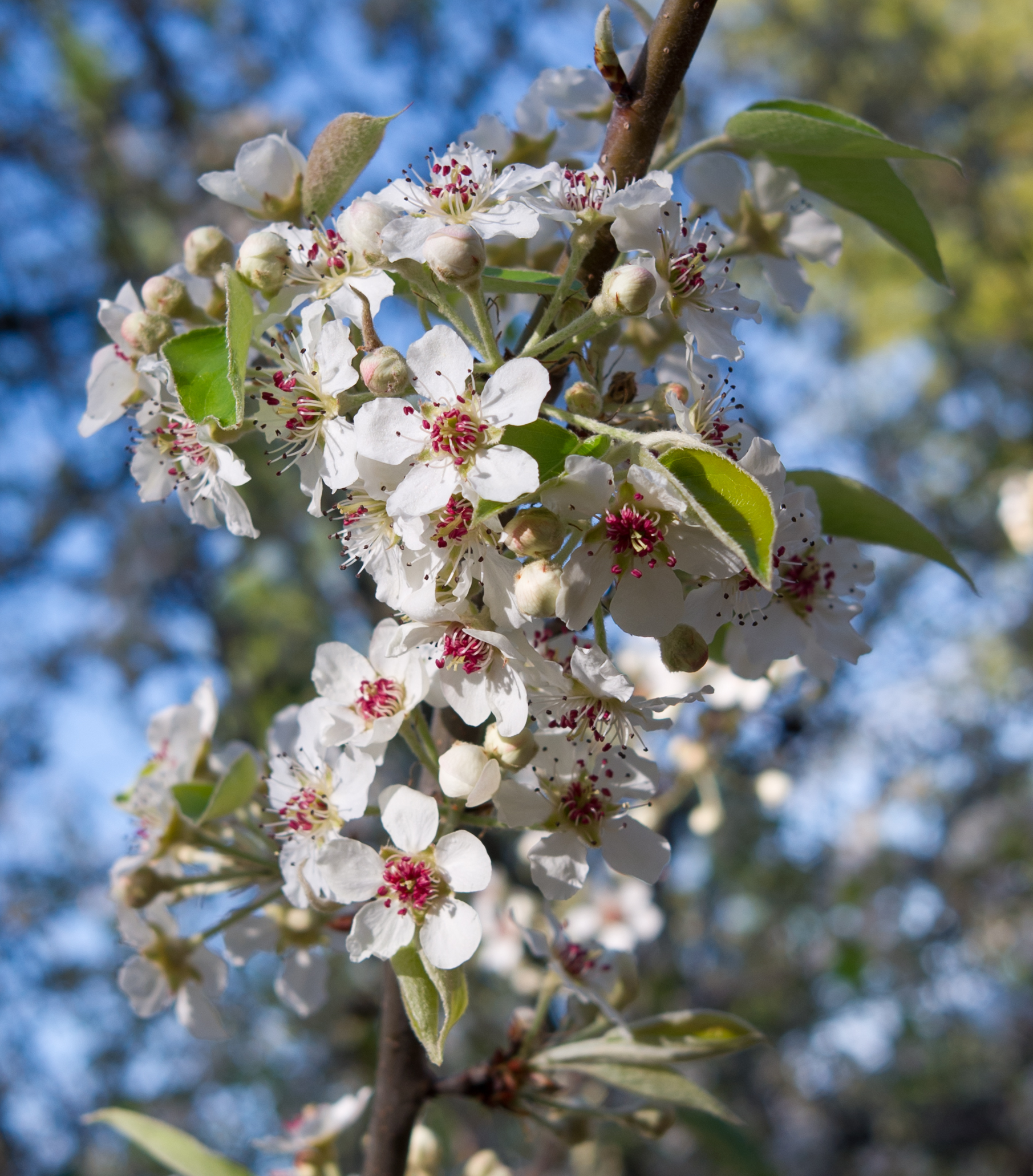
Pyrus pashia

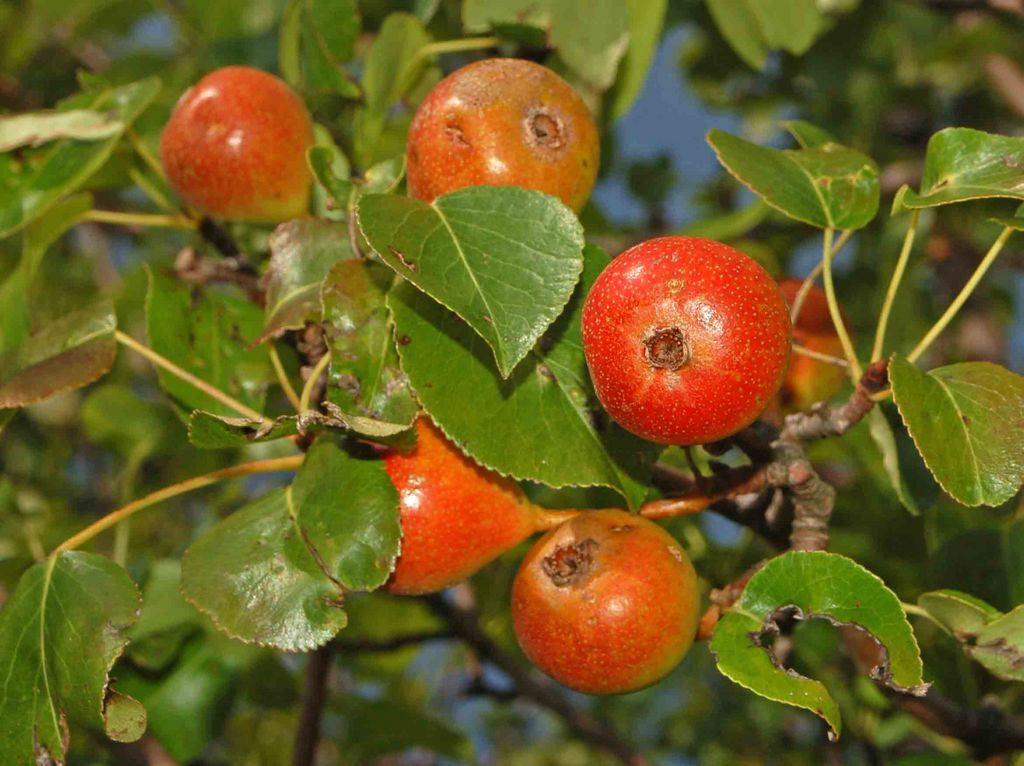
Wildbirne (Pyrus pyraster)

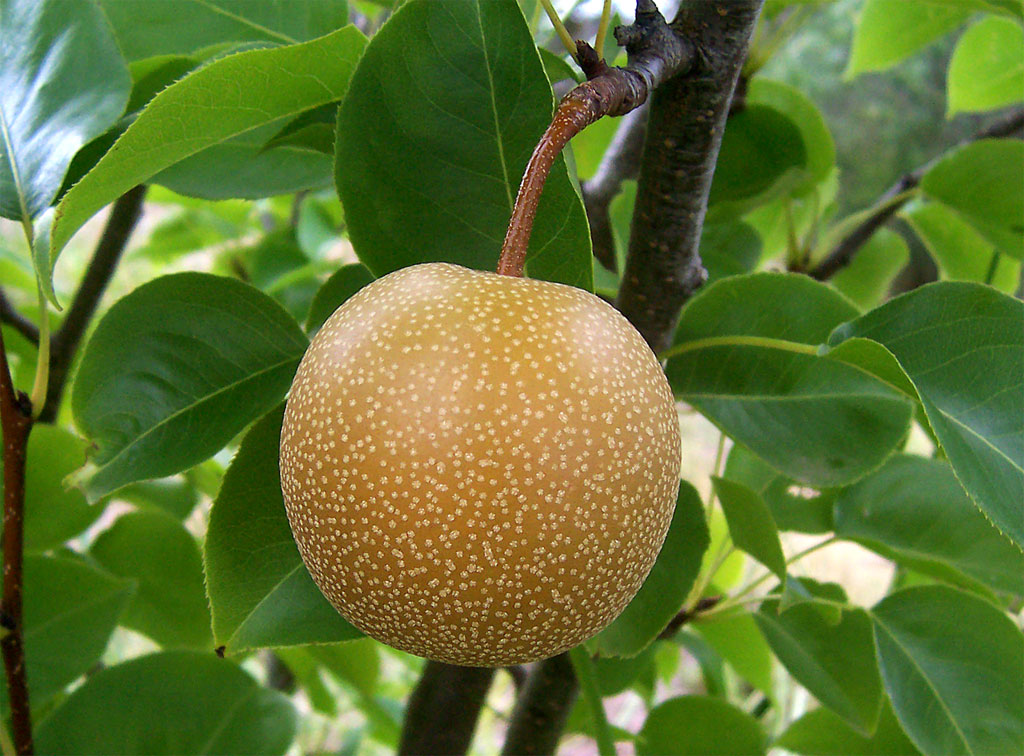
Nashi (Pyrus pyrifolia)

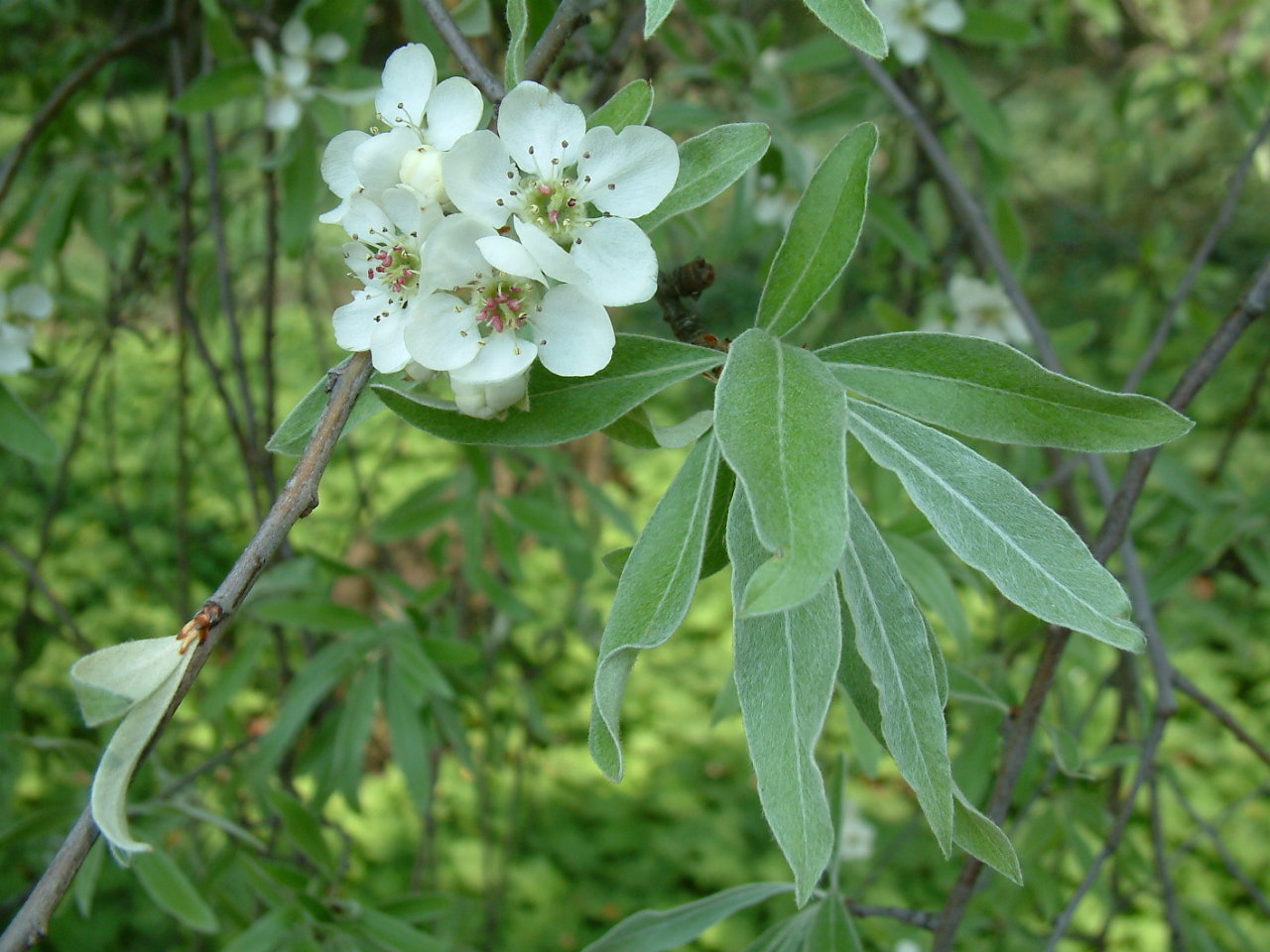
Weidenblättrige Birne (Pyrus salicifolia)

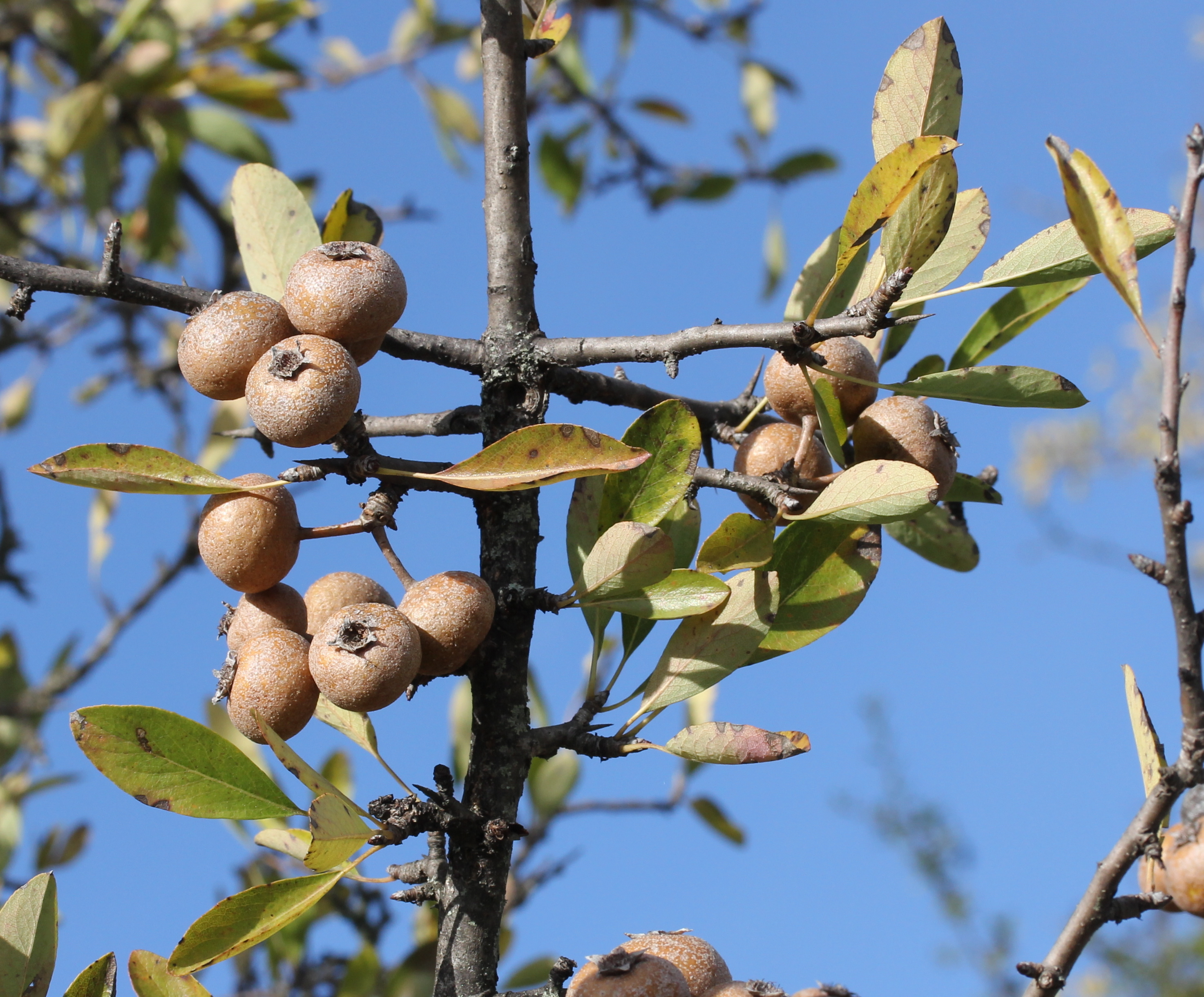
Mandelblättrige Birne (Pyrus spinosa)

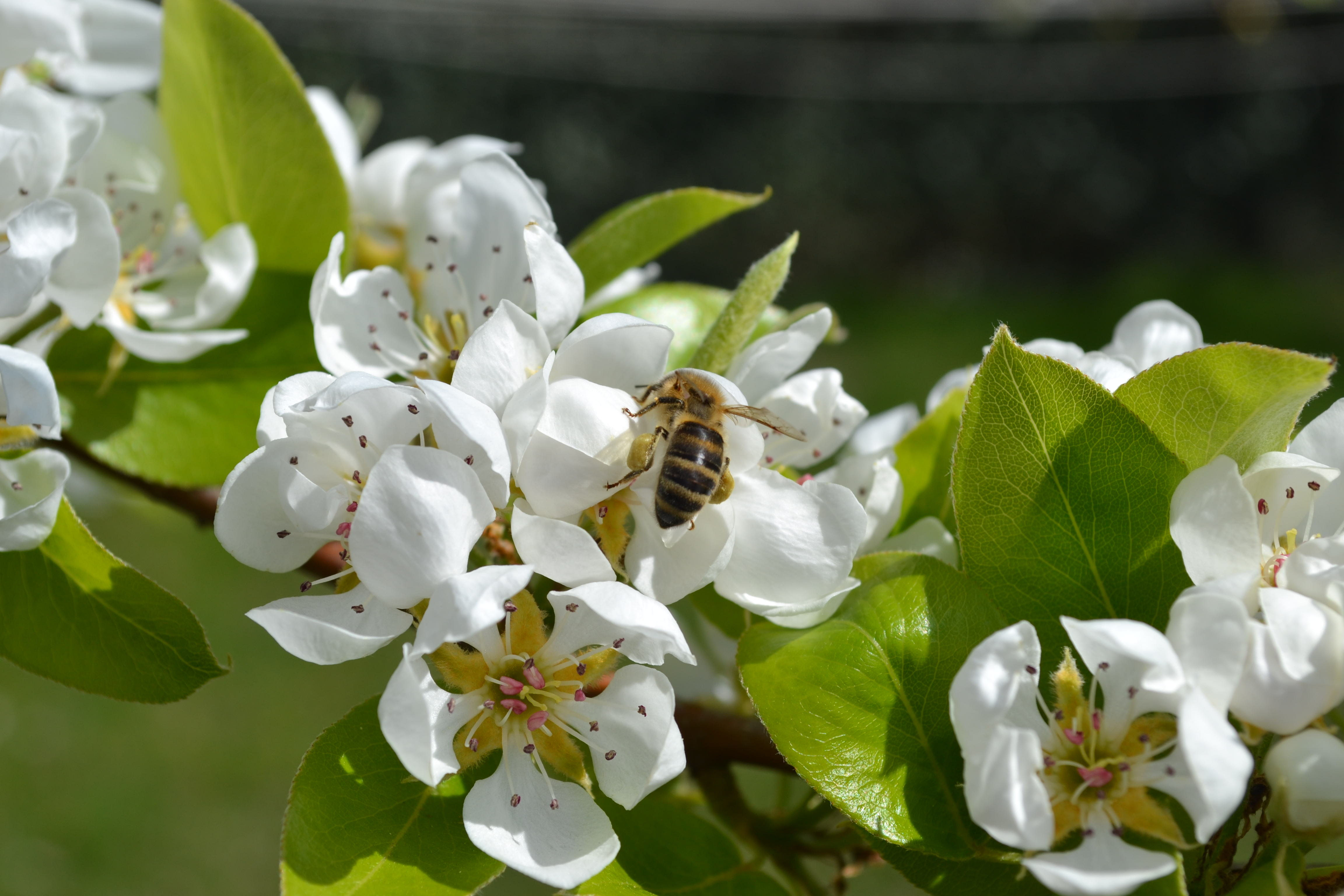
Birnenblüte mit Biene

## Systematik und Verbreitung
Der Gattung Pyrus wurde 1753 durch Carl von Linné in Species Plantarum, Tomus I, S. 479 aufgestellt. Typusart ist Pyrus communis L.
Die Gattung Pyrus wird in zwei Sektionen gegliedert: Pashia und Pyrus.
Das Verbreitungsgebiet der Gattung Pyrus umfasst Nordafrika, Europa (ausgenommen Nordeuropa) und Westasien über Persien und den Himalaya bis nach Ostasien und Japan. In Asien kommen etwa 14 Arten vor, acht davon nur in China. Einige Arten sind in vielen Gebieten der Welt Neophyten.
Es gibt 25 bis 28 Pyrus-Arten:
- Pyrus armeniacifolia T.T.Yu: Dieser Endemit kommt nur im Tacheng Xian im nördlichen Xinjiang vor.[5]
- Österreichische Birne (Pyrus austriaca A.Kern.): Sie kommt von Mittel- und Südeuropa bis zur Türkei vor.[7]
- Pyrus betulifolia Bunge: Sie ist in Laos, Tibet, in der Inneren Mongolei und den chinesischen Provinzen: Anhui, Gansu, Guizhou, Hebei, Henan, Hubei, Jiangsu, Jiangxi, Liaoning, Shaanxi, Shandong, Shanxi sowie Zhejiang verbreitet.[5]
- Pyrus boissieriana Buhse: Sie kommt in Aserbaidschan, Turkmenistan und im Iran vor.[6]
- Pyrus bretschneideri Rehder: Sie gedeiht an Hängen in trockenen kalten Gebieten in Höhenlagen von 100 bis 2000 Metern in Xinjiang und in den chinesischen Provinzen Gansu, Hebei, Henan, Shaanxi, Shandong sowie Shanxi. Einige Sorten werden in China angebaut.[5]
- Pyrus calleryana Decne.: Mehrere Varietäten sind in China, Korea, Taiwan und Vietnam verbreitet.[5] Sie ist in Nordamerika ein Neophyt.[6]
- Pyrus ×canescens Spach = Pyrus ×nivalis Jacq. × Pyrus salicifolia Pall.
- Kultur-Birne (Pyrus communis L., Syn.: Pyrus asiae-mediae Popov, Pyrus balansae Decne., Pyrus bourgaeana Decne., Pyrus caucasica Fed., Pyrus communis subsp. bourgaeana (Decne.) Nyman, Pyrus communis var. mariana Willk., Pyrus domestica Medik., Pyrus elata Rubtzov, Pyrus medvedevii Rubtzov)
- Pyrus cordata Desv.: Sie kommt in Portugal, Spanien, Frankreich und England vor.[6]
- Pyrus cossonii Rehder: Sie kommt nur in Algerien vor.[6]
- Pyrus dimorphophylla Makino: Sie kommt in Japan vor.[6]
- Pyrus elaeagrifolia Pall.: Sie kommt in drei Unterarten in Albanien, Bulgarien, Griechenland, Rumänien, auf der Krim und in der Türkei vor.[6]
- Pyrus fauriei C.K.Schneid.: Dieser Endemit kommt nur im südlichen Korea vor.[6]
- Pyrus gharbiana Trab.: Sie kommt in Marokko und in Algerien vor.[6]
- Pyrus glabra Boiss.: Sie kommt im Iran vor.[6]
- Pyrus hondoensis Nakai & Kikuchi: Sie kommt in Japan vor.[6]
- Pyrus hopeiensis T.T.Yu: Sie gedeiht an Hängen in Höhenlagen von 100 bis 800 Metern in den chinesischen Provinzen Hebei sowie Shandong.[5]
- Pyrus koehnei C.K.Schneid. (Syn.: Pyrus calleryana var. koehnei (C.K.Schneid.) T.T.Yu[5]): Sie gilt seit 2009 wieder als eigene Art und kommt in den chinesischen Provinzen Fujian, Guangdong, Guangxi sowie Zhejiang vor.[6]
- Pyrus korshinskyi Litv.: Sie kommt in Afghanistan, Usbekistan, Tadschikistan und Kirgisistan vor.[6]
- Pyrus ×lecontei Rehder = Pyrus communis × Pyrus pyrifolia, Syn.: Salbeiblatt-Birne (Pyrus salviifolia DC.)
- Pyrus mamorensis Trab.: Sie kommt in Marokko vor.[6]
- Pyrus ×michauxii Bosc ex Poir. = Pyrus ×nivalis × Pyrus spinosa
- Schnee-Birne oder Leder-Birne (Pyrus ×nivalis Jacq. = Pyrus communis × Pyrus elaeagrifolia, Syn.: Salbeiblatt-Birne (Pyrus salviifolia DC.)): Sie kommt in Frankreich, Belgien, Tschechien, in der Schweiz, in Österreich, Polen, der Slowakei, Ungarn, in Italien, Slowenien, Kroatien, Serbien, Bulgarien, Griechenland, Rumänien, auf der Krim und in der Türkei vor.[6]
- Pyrus pashia Buchanan-Hamilton ex D.Don (Syn.: Pyrus kumaoni Decne. ex Hook. f., Pyrus nepalensis hort. ex Decne., Pyrus pashia var. kumaoni (Decne. ex Hook. f.) Stapf, Pyrus variolosa Wall. ex Brandis, Pyrus crenata Buch.-Ham. ex D.Don[7]): Sie gedeiht im Himalaya und angrenzenden Gebieten von Kaschmir bis Bhutan, Assam, Myanmar und in der westlichen Volksrepublik China.
- Pyrus phaeocarpa Rehder: Sie gedeiht in Höhenlagen von 100 bis 1200 Metern in den chinesischen Provinzen Gansu, Hebei, Shaanxi, Shandong, Shanxi sowie Xinjiang.
- Pyrus pseudopashia T.T.Yu: Sie gedeiht in Höhenlagen von 500 bis 3000 Metern in den chinesischen Provinzen Guizhou sowie Yunnan.
- Wildbirne oder Holz-Birne (Pyrus pyraster (L.) Burgsd., Syn. Pyrus communis L. subsp. pyraster (L.) Ehrh., Pyrus communis var. pyraster L.): Sie kommt in Europa und in der Türkei vor.[6]
- Nashi (Pyrus pyrifolia (Burm. f.) Nakai, Syn.: Pyrus sinensis Nakai, Pyrus sinensis L.H.Bailey, Pyrus sinensis var. culta Makino, Pyrus autumnalis Koidz., Pyrus sohayakiensis Koidz.[7]): Sie kommt in China, Vietnam und Laos vor und ist in Japan ein Neophyt.[6]
- Pyrus regelii Rehder: Sie kommt in Tadschikistan, Kirgisistan und in Xinjiang vor.[6]
- Pyrus sachokiana Kuth.: Sie kommt nur in Georgien vor.[6]
- Weidenblättrige Birne (Pyrus salicifolia Pall.): Sie kommt in der Türkei, in Armenien, Aserbaidschan und im Iran vor.[6]
- Pyrus serrulata Rehder: Sie gedeiht in Höhenlagen von 100 bis 1600 Metern in den chinesischen Provinzen Fujian, Guangdong, Guangxi, Guizhou, Hubei, Hunan, Jiangxi, Sichuan sowie Zhejiang.
- Pyrus sinkiangensis T.T.Yu: Sie gedeiht in Höhenlagen von 200 bis 1100 Metern im chinesischen Autonomen Gebiet Xinjiang. Angebaut wird diese Art auch in Gansu, Qinghai und Shaanxi.
- Mandelblättrige Birne (Pyrus spinosa Forssk., Syn.: Pyrus amygdaliformis Vill., Pyrus persica Pers.): Sie kommt in Spanien, Frankreich, Italien, auf der Balkanhalbinsel und in der Türkei vor.[6]
- Pyrus syriaca Boiss.: Sie kommt in der Türkei, in Armenien, Syrien, Israel, im Libanon, in Jordanien, Irak, Iran und auf Zypern vor.[6]
- Pyrus taiwanensis Iketani & Ohashi: Die Heimat ist Taiwan.
- Pyrus turcomanica Maleev: Sie kommt im Iran, Tadschikistan, Turkmenistan und Kirgisistan vor.[6]
- Pyrus ussuriensis Maxim. (Syn.: Pyrus sinensis Decne. non Lind.): Sie kommt in China, Korea, Japan und in Russlands Fernen Osten vor.[6]
- Pyrus xerophila T.T.Yu: Sie gedeiht in Höhenlagen von 500 bis 2000 Metern in Tibet, Xinjiang und in den chinesischen Provinzen Gansu, Henan, Shaanxi sowie Shanxi.

Es gibt einige Gattungshybriden, z. B. ×Sorbopyrus (vgl. Bollweiler Birne).
Nicht mehr zur Gattung Pyrus wird gerechnet:
- Pyrus maximowicziana Nakai → Pourthiaea villosa (Thunb.) Decne.[7]

## Nutzung
Birnbäume werden sowohl zum Obstanbau (Kultur-Birne) als auch zur Zierde (Blüten, Früchte) angepflanzt. Für die europäische Obstproduktion sind Varietäten von Pyrus communis wichtig, in Asien sind es dagegen die Sorten von Pyrus pyrifolia.

### Vorgeschichte und Geschichte
Die Domestikation der Birne ging wahrscheinlich von zwei Regionen aus, von China (daraus wurde Pyrus pyrifolia) und Kleinasien (daraus entstand Pyrus communis). Nach anderen Untersuchungen kommen noch mehr Ursprungsregionen in Betracht. Deshalb ist die genetische Diversität groß.
Birnen sind Kulturbegleiter, schon Homer berichtet von ihnen als Geschenk Gottes. Von den Babyloniern wurde der Birnbaum als heiliger Baum verehrt. In der indischen Materia medica wird die Birne (gabbu gosha) als Heilpflanze (Amritphale) geschätzt.
Schon früh wurden parallel verschiedene Birnensorten gezüchtet. Theophrast erwähnt drei, Cato fünf bis sechs und Plinius erwähnt mindestens 38 Birnensorten. Im 17. Jahrhundert kannte Le Lectier in Frankreich 254 Sorten, im 19. Jahrhundert berichtete der französische Pomologe André Leroy 900 Varietäten. Die heutige Anzahl der Sorten in Alter und Neuer Welt wird auf 5000 geschätzt.

### Frucht

#### Verwendung
Die Früchte der Birnen können sowohl roh als Obst verzehrt, zur Gewinnung von Trockenobst getrocknet, als Zutat beim Kochen verwendet oder entsaftet werden. Verbreitet ist auch die Verwendung der Früchte zur Herstellung von Birnenkraut oder Obstbränden.
Zur Verlängerung der Lagerdauer werden Birnen, die in den Handel gebracht werden, zumeist gepflückt, bevor sie kurz vor der Vollreife stehen. Sie werden dann bis zum Verkauf kühl gelagert und reifen hierbei nach. Die Birne gehört zu den klimakterischen Früchten.
Obwohl es sehr viele Birnen-Sorten gibt, sind im Handel nur Sorten erhältlich, die sich bei der Lagerung robuster als Wildbirnen erwiesen haben. Wildbirnen sind gegenüber Fäulnis sehr anfällig.

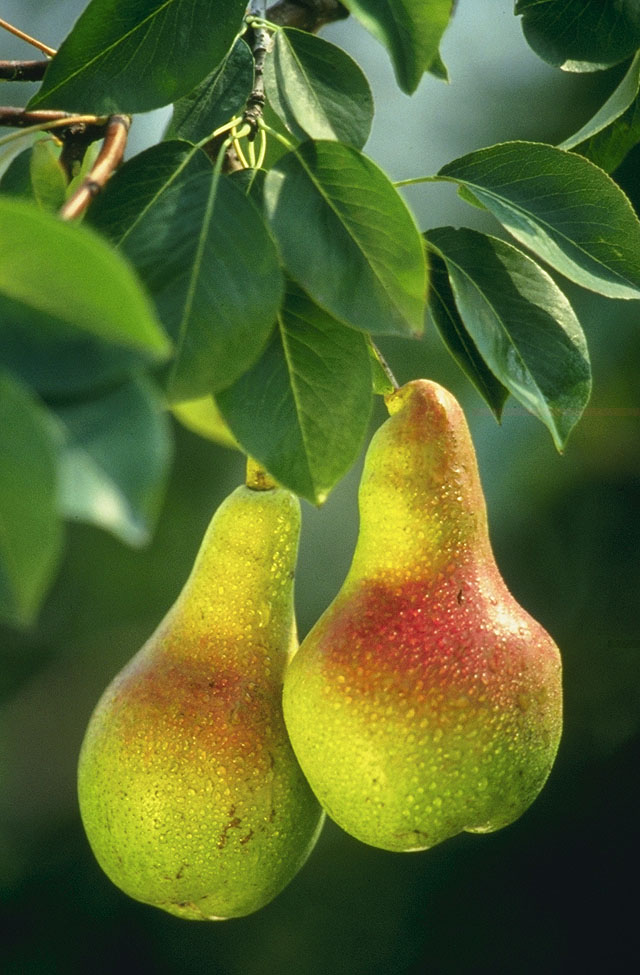
Birnen am Baum
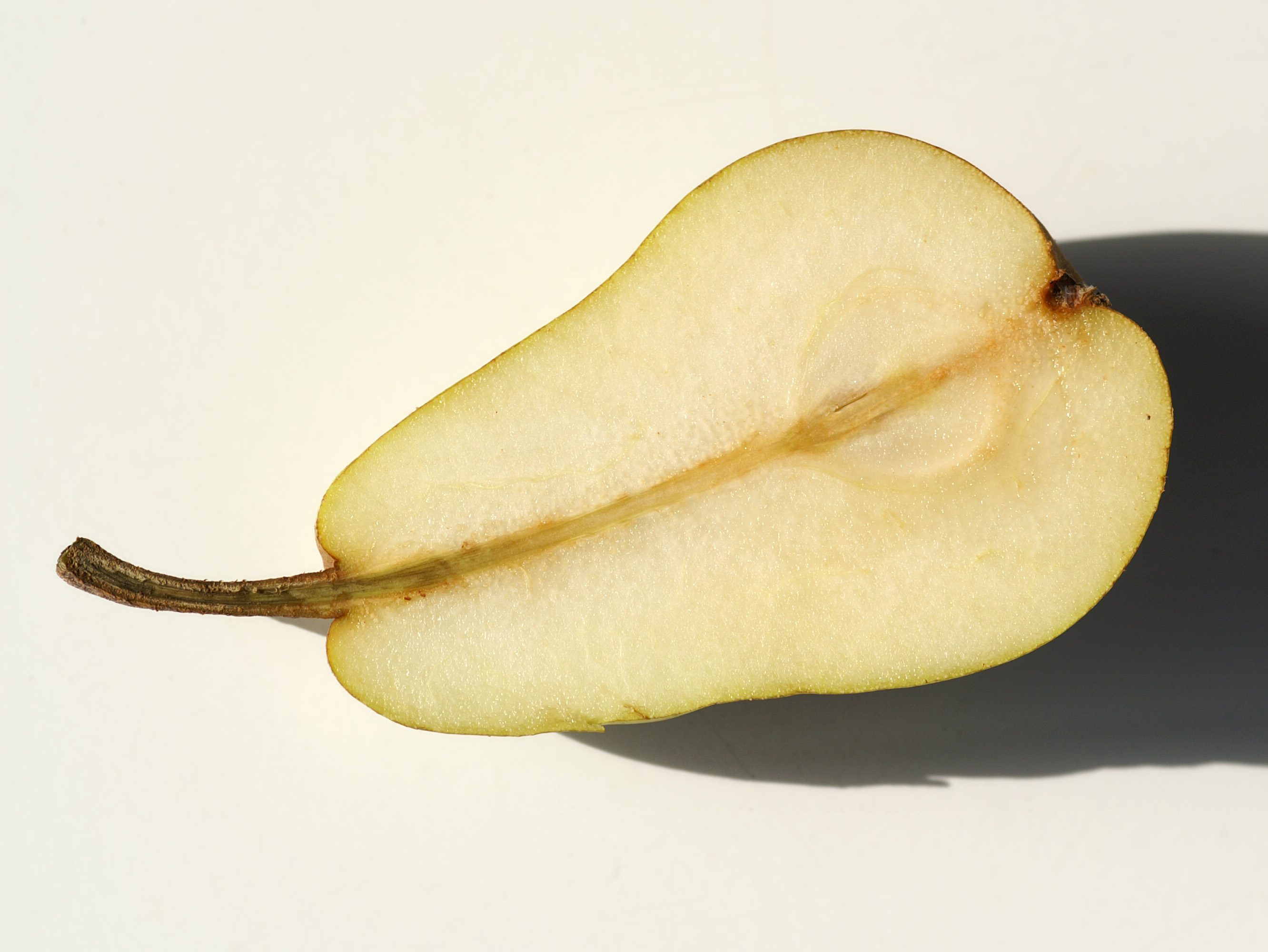
Birnenhälfte der Sorte 'Williams Christ'
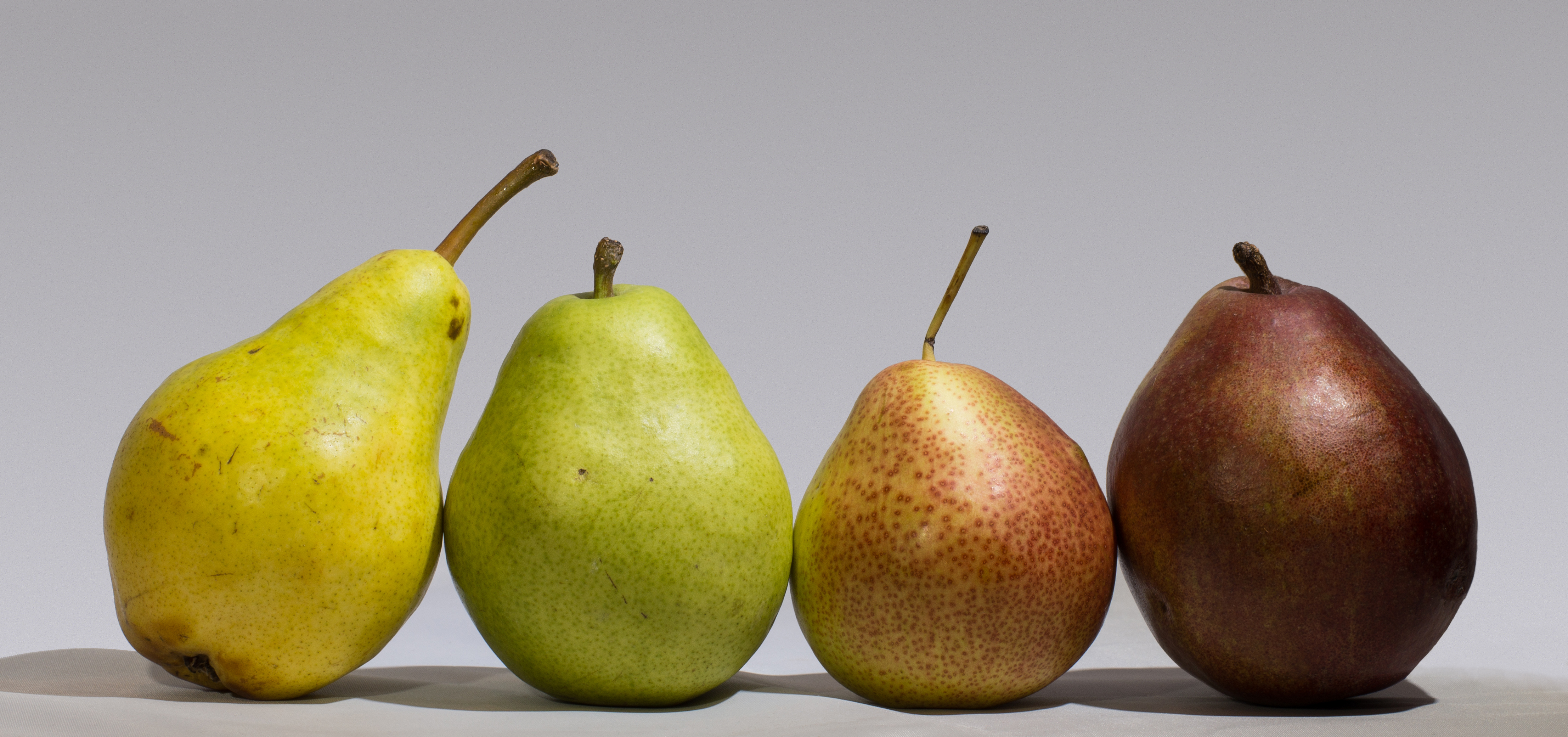
Vier Früchte verschiedener Sorten
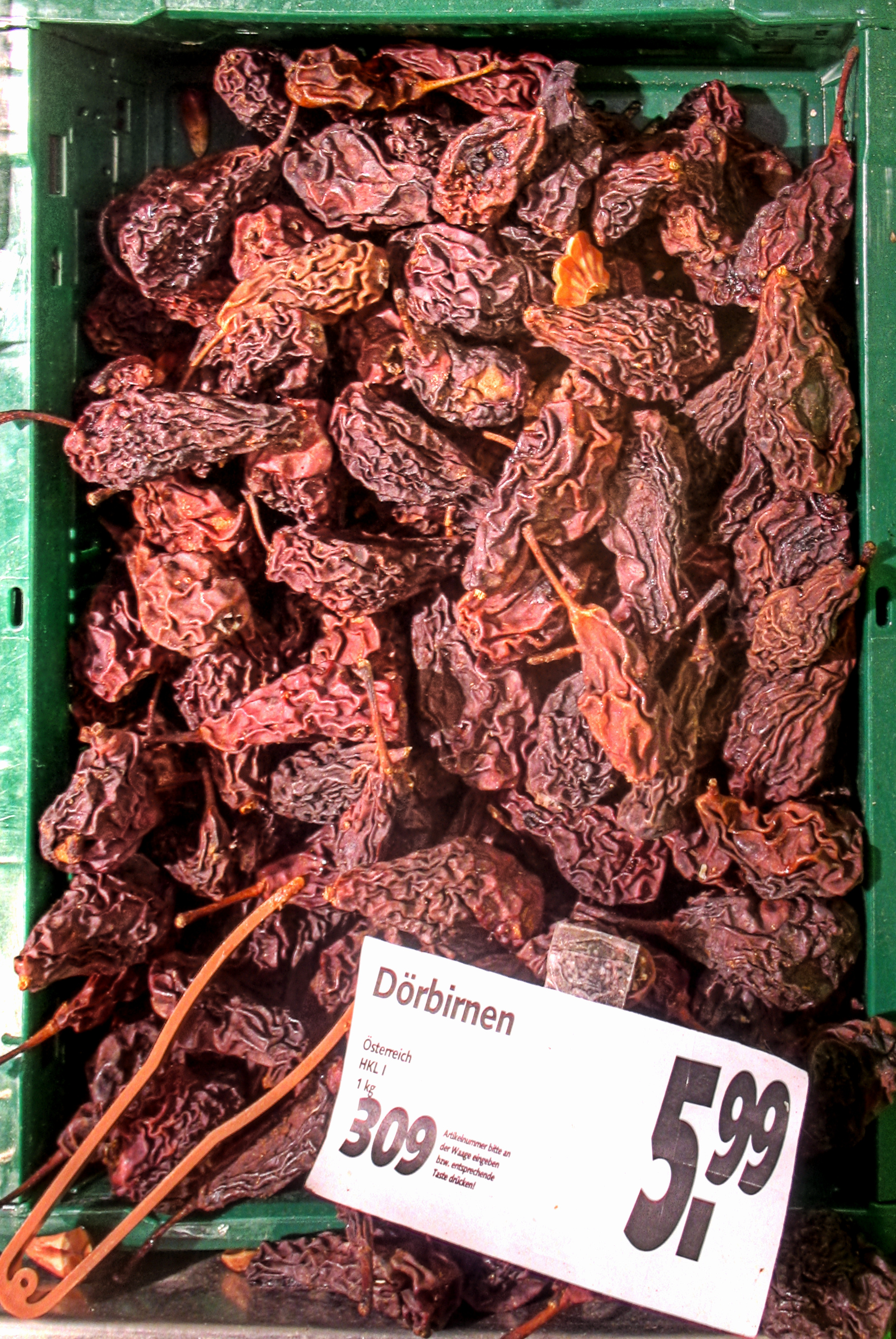
Birnen als Dörrobst (Kletzen)
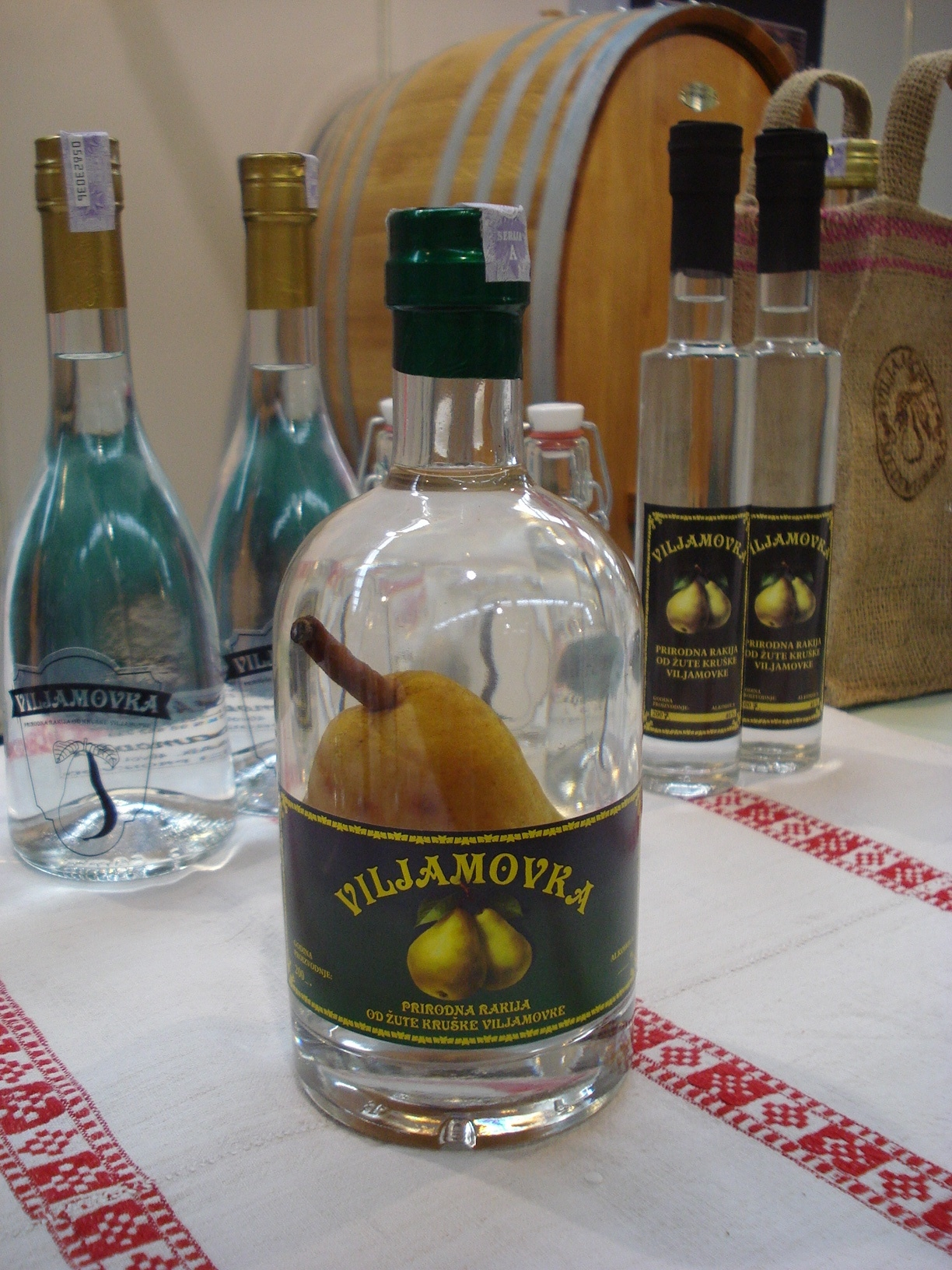
Eine Williams-Christ-Birne in einer Obstbrandflasche (Nordkroatien)
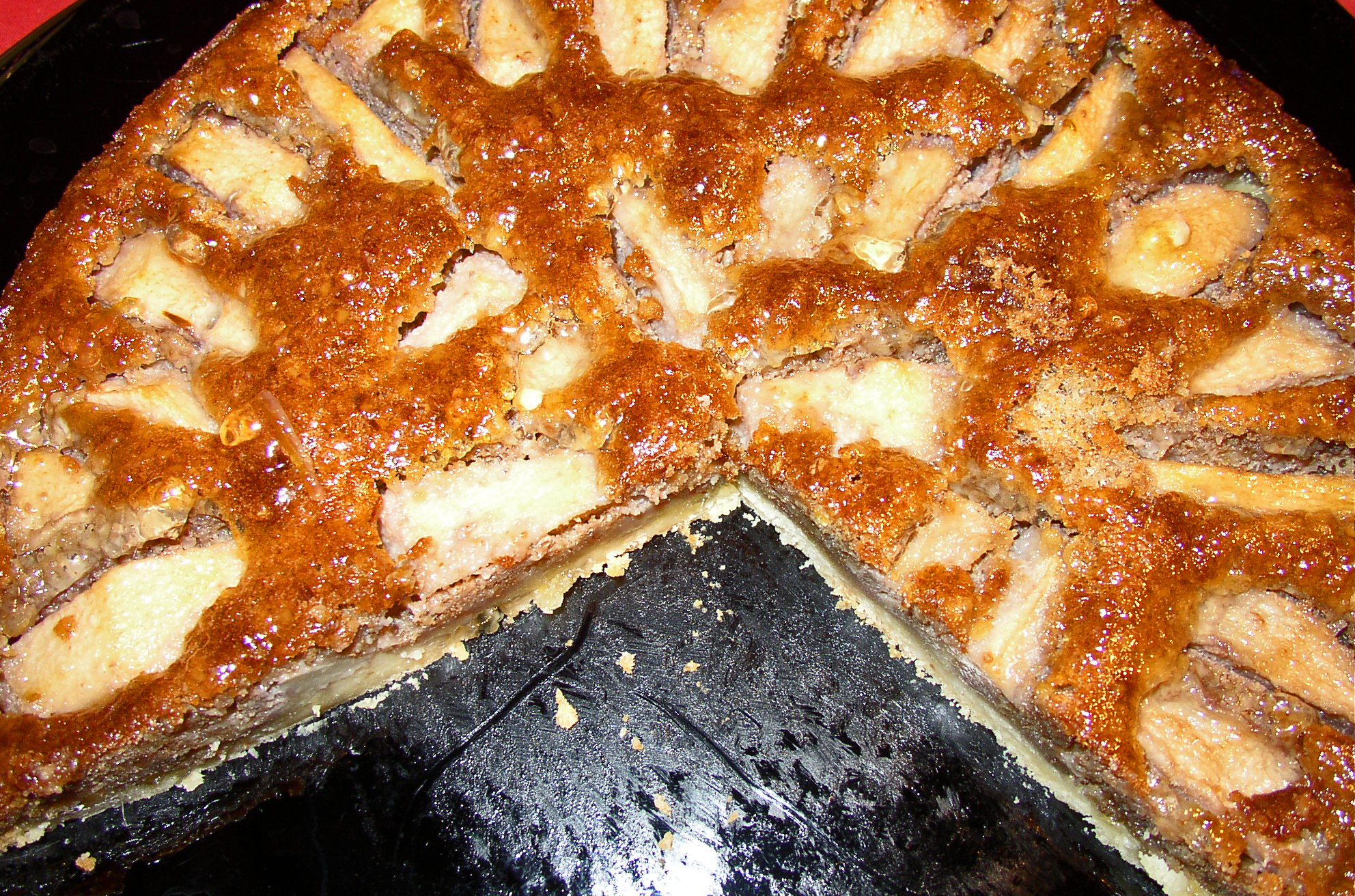
Birnen-Ingwer-Kuchen

#### Wirtschaftliche Bedeutung
Im Jahr 2021 wurden weltweit 25.658.713 Tonnen Birnen erzeugt. Die größten Produzenten waren China, die USA und Argentinien. Europa produzierte in diesem Jahr 2,3 Mio. Tonnen. Hier waren Belgien, die Niederlande und Spanien die größten Produzenten.
Folgende Tabelle gibt eine Übersicht über die zehn größten Produzenten von Birnen weltweit, die insgesamt 88,5 % der Erntemenge produzierten. China allein erntete mehr als 73,6 % aller Birnen. Die Erntemengen in Österreich, Deutschland und der Schweiz sind zum Vergleich angegeben.
| Rang | Land                | Menge (in t) |
| ---- | ------------------- | ------------ |
| 1    | Volksrepublik China | 18.875.900   |
| 2    | Vereinigte Staaten  | 636.390      |
| 3    | Argentinien         | 634.000      |
| 4    | Türkei              | 530.349      |
| 5    | Südafrika           | 459.532      |
| 6    | Belgien             | 355.680      |
| 7    | Niederlande         | 340.000      |
| 8    | Spanien             | 316.270      |
| 9    | Indien              | 276.000      |
| 10   | Italien             | 273.450      |
|      | Summe Top Ten       | 22.697.571   |
| …    |                     |              |
| 31   | Österreich          | 42.310       |
| 32   | Deutschland         | 37.160       |
| 34   | Schweiz             | 35.314       |

### Holz
Birnbaumholz ist aufgrund seiner Farbe, Dichte und guten Polierfähigkeit ein gefragtes Holz im Möbelbau. Es ist hart, schwer, zäh und wenig elastisch bei einer mittleren Dichte von 0,74 g/cm³ (s. LWF Bericht Nr. 23). Birnbaumholz trocknet langsam und ohne große Rissbildung, es ist in trockenem Zustand sehr formstabil. Diese Stabilität hängt mit den sogenannten Steinzellen zusammen, die sowohl die Birne als Frucht als auch das Holz aufweisen. Es handelt sich hierbei um filzartig verflochtene Zellen.
Der Brennwert des Birnenholzes ist etwas geringer als der des Buchenholzes, obwohl beide Hölzer in der Dichte sehr ähnlich sind.
Das Holz ist sehr fein, dicht und hat kaum sichtbare Jahresringe, Poren sind mit bloßem Auge nur im Querschnitt zu erkennen. Der Birnbaum neigt im Alter zur fakultativen Kernbildung, die sich in violett-braunen bis schwarz-braunen Farbverläufen im Zentrum des Stamms äußert. Beim Dämpfen ändert sich die natürliche Farbe des Holzes von einem sehr hellen Silbergrau bis hellem Gelb in einen warmen, rötlichen Farbton. Im Alter bekommt es eine sehr schöne rotbraune, bernsteinartige Färbung. Diese Farbe ist eigentlich auch das einzige Unterscheidungsmerkmal für das bloße Auge zum sogenannten Schweizer Birnbaum, was eine Handelsbezeichnung für verschiedene Bäume der Gattung der Mehlbeeren (Sorbus) ist.
Birnbaum eignet sich trotz seiner Härte sehr gut zum Schnitzen feinster Details, aufgrund der Steinzellen lässt es sich in verschiedene Richtungen bearbeiten, ohne auszureißen. Es gibt sogar den „Mostbirnenschnitzer“, einen Vertreter einer alten Handwerkskunst. Er schnitzte Backformen oder früher Druckstöcke oder Lettern aus Holz. Alte Holzmodel sind aus Birnbaumholz geschnitzt, wie sie für Springerle Verwendung finden.
Schwarz gebeiztes Birnbaumholz wurde in der Kunsttischlerei als Ersatz für das seltenere und teure Ebenholz verwendet, da es sich sehr gut beizen lässt. In dieser gefärbten Form wurde es auch gern als „Deutsches Ebenholz“ bezeichnet.